# استان واسط
استان واسط (به عربی: محافظة واسط) یکی از استان‌های کشور عراق است که در شرق این کشور و در مرز این کشور با ایران قرار دارد. اکثر مردم استان واسط مسلمان و شیعه هستند. مرکز این استان، شهر کوت است.

## نامگذاری
واژه واسط در زبان عربی به معنی میانی و میانگاه است. علت این نامگذاری اینست که منطقه واسط در راستای رودخانه دجله در میانه راه بغداد به بصره قرار دارد. استان واسط تا پیش از سال ۱۹۷۶ به نام استان کوت نامیده می‌شد.

## شهرها
شهرهای اصلی استان واسط عبارت‌اند از
- کوت
- العزیزیة
- الصویره
- الحی
- واسط
- بدره (به عربی: بدرة) شهری در جنوب شرقی عراق است که در نزدیکی مرز ایران و عراق (گذرگاه مهران) قرار دارد. بدره در نزدیکی شهر تاریخی دیر سومر قرار دارد.

## تاریخچه
واسط را از این رو واسط نامیدند که وسط کوفه و بصره و اهواز است  و قبل از ساخته شدن بغداد یکی از سه شهر بزرگ عراق بوده‌است.
شهر واسط را حجاج والی معروف عراق در زمان خلیفه اموی عبدالملک به سال ۸۴ هجری ساخت. این شهر در دو طرف دجله قرار داشت و پلی که از قایق‌ها تعبیه شده بود آن دو محله را به هم می‌پیوست. یعقوبی گوید جانب خاوری واسط قبل از حجاج هم شهری بود و هنوز تا قرن سوم هجری اکثریت اهالی آن ایرانی بودند. واسط خاکی بسیار حاصلخیز داشت و به قول ابن حوقل که به سال ۳۵۸ در آنجا بوده با بغداد با وجود غله واسط از قحطی بیمی نداشت.
حمدالله مستوفی گوید: 
نخلستان بسیار دارد بدین سبب هوایش به عفونت مایل باشد.